# 邦东乡
邦东乡，是中华人民共和国云南省临沧市临翔区下辖的一个乡镇级行政单位。

## 行政区划
邦东乡下辖以下地区：
邦包村、璋珍村、团山村、和平村、卫平村、邦东村和曼岗村。